# La Guérinière
La Guérinière är en kommun i departementet Vendée i regionen Pays de la Loire i västra Frankrike. Kommunen ligger i kantonen Noirmoutier-en-l'Île som tillhör arrondissementet Les Sables-d'Olonne. År 2022 hade La Guérinière 1 335 invånare.

## Befolkningsutveckling
Antalet invånare i kommunen La Guérinière
| Referens: INSEE |

## Galleri

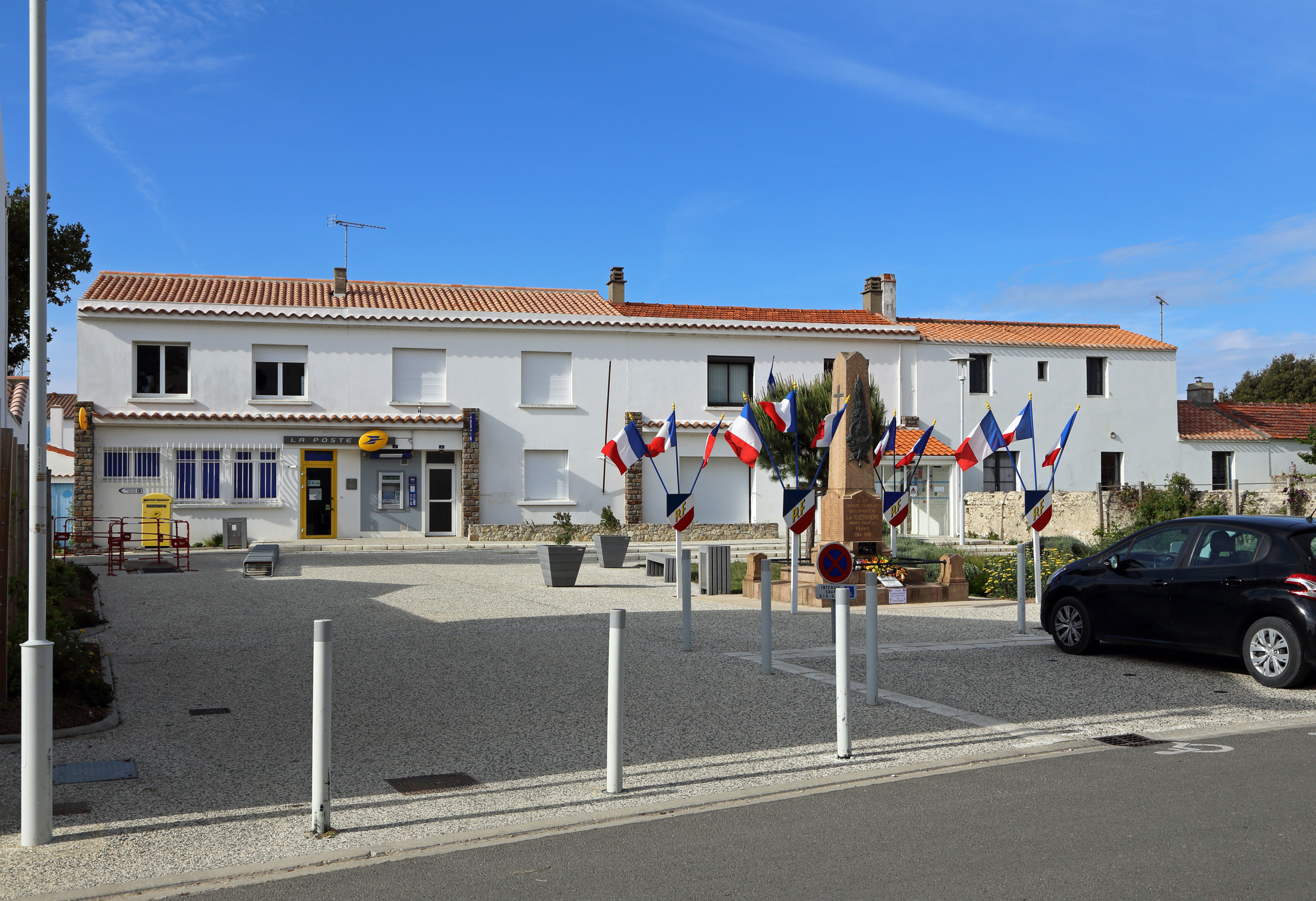
Place de la Mairie (Rådhus Torget)
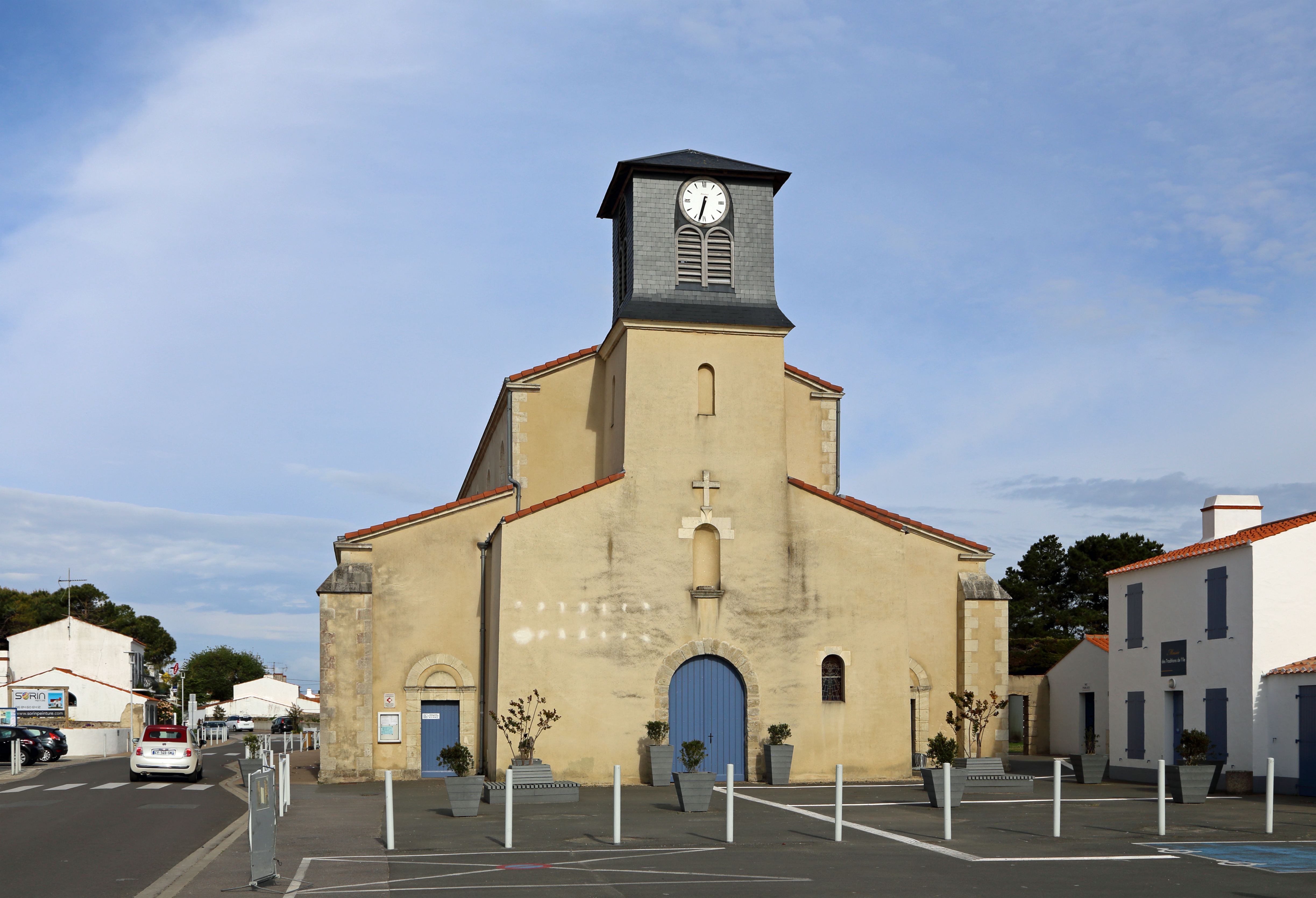
Notre-Dame-de-Bon-Secours kyrka
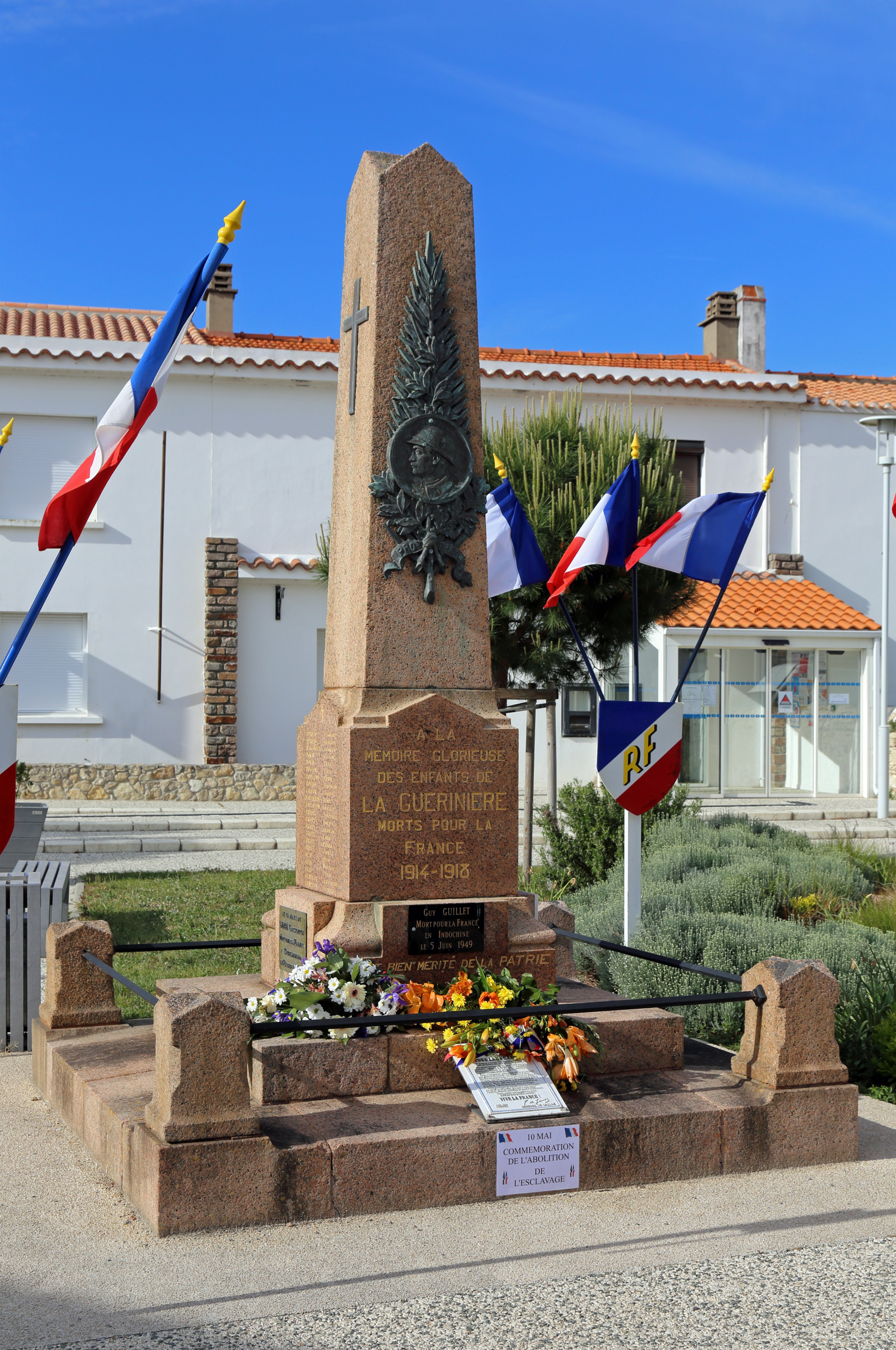
Monument aux Morts (krigsminnesmärke)
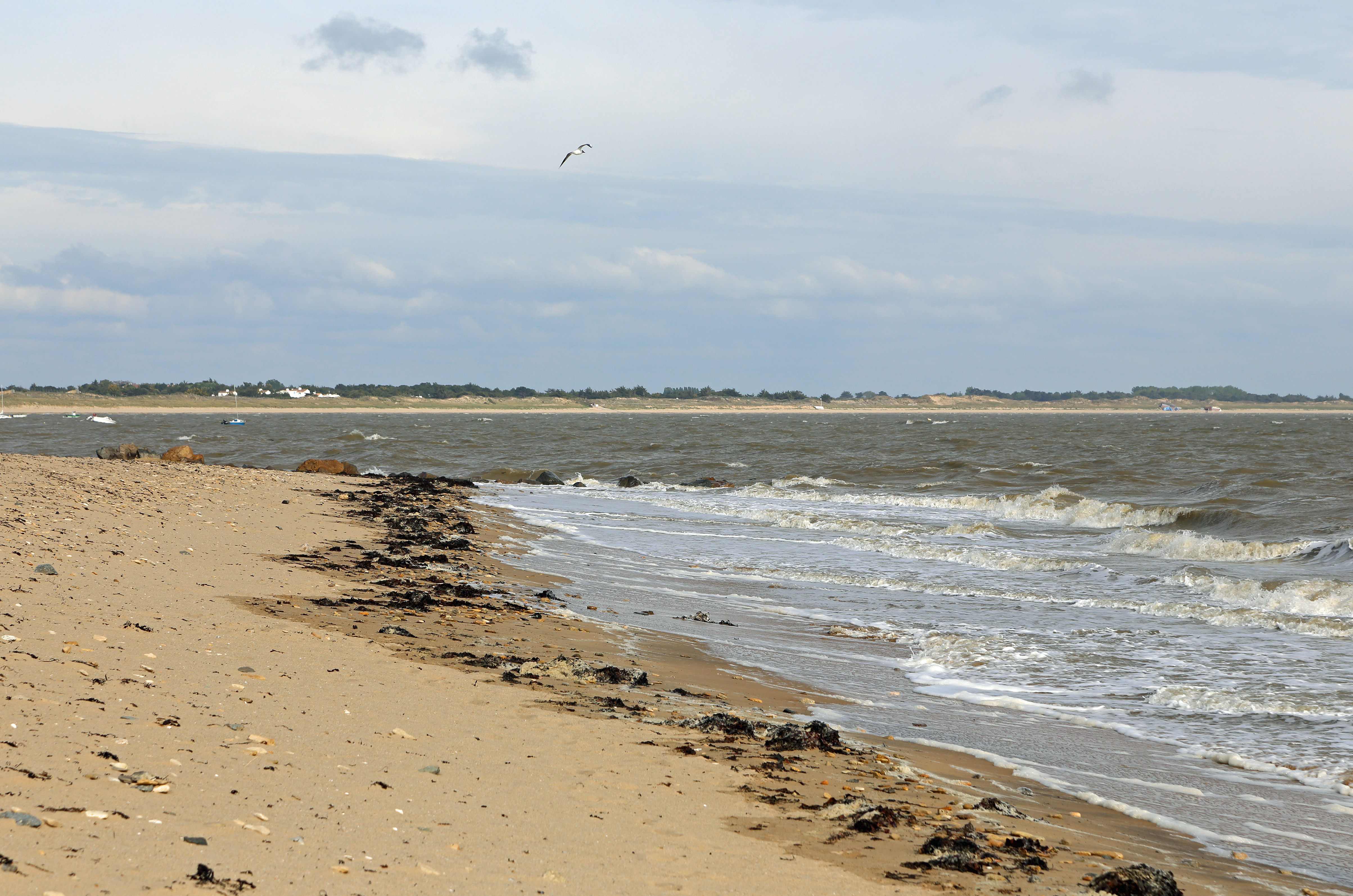
Stranden
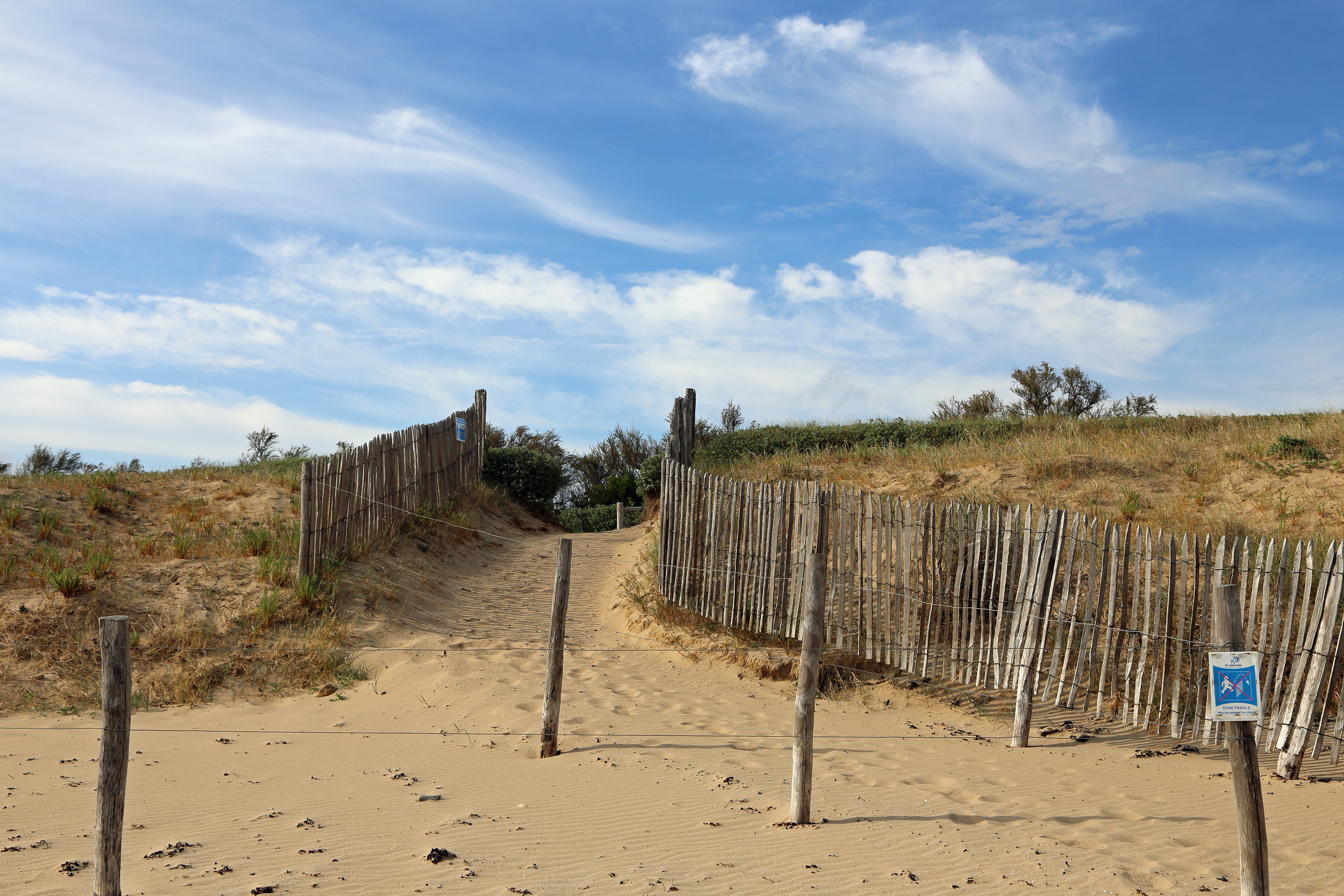
Stranden